# Azabu
Azabu (汐留?) è un'area residenziale di Minato, in Giappone, sorta sulle colline paludose a sud del centro di Tokyo. L'area corrisponde grosso modo a quella dell'ex quartiere di Azabu, e consta di nove quartieri ufficiali: Azabu-Jūban, Azabudai, Azabu-Nagasakachō, Azabu-Mamianachō, Nishi-Azabu, Higashi-Azabu, Minami-Azabu, Moto-Azabu e Roppongi. È noto come uno dei più prestigiosi ed eleganti quartieri residenziali di Tokyo, oltre che per essere sede di numerose ambasciate straniere.

## Storia

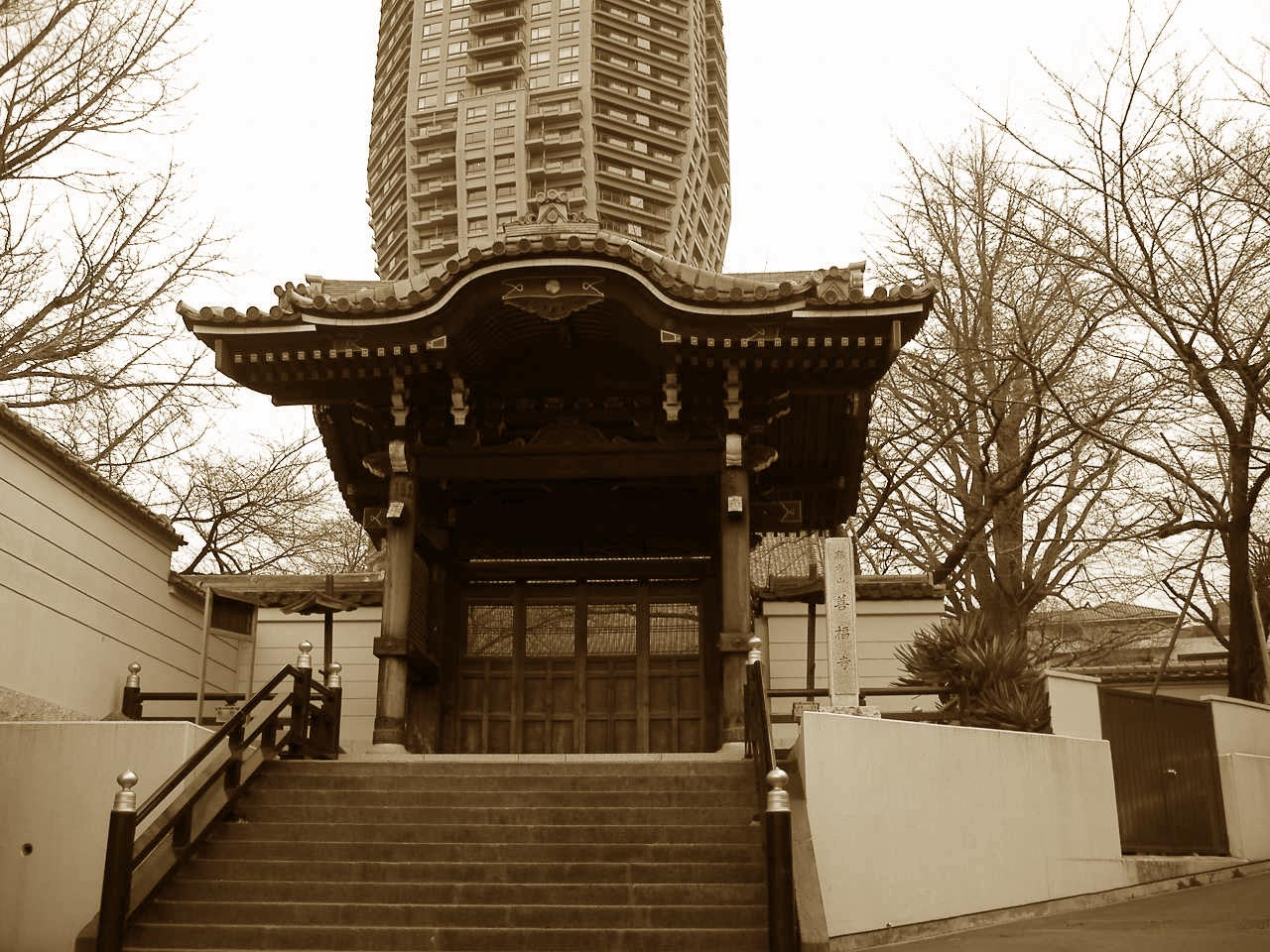
Il tempio di Zenpuku-ji

Numerose testimonianze archeologiche indicano che l'area di Azabu fosse abitata fin dal periodo Jōmon, mentre alcune strutture religiose ancora visitabili come il santuario di Jūban Inari (precedentemente noto come Takechiyo Inari), il tempio di Zenpuku-ji e il santuario di Hikawa (costruito su ordine di Minamoto no Tsunemoto), risalgono a un periodo compreso tra il 712 e il 939 d.C. Fino al periodo Edo, comunque, Azabu era una zona prevalentemente rurale.
Intorno al XVII secolo l'area subì una rapida urbanizzazione, dopo che Tokugawa Ieyasu stabilì la sede del governo nella vicina Edo, e Azabu divenne ben presto sede del più grande mercato di cavalli della città. A valle vivevano commercianti e borghesi mentre nella parte più alta trovavano posto gli alloggi dei samurai e delle famiglie più nobili, nonché santuari e templi. Nel 1859, in seguito agli accordi stipulati con il trattato di amicizia e commercio nippo-americano, un consolato statunitense venne istituito all'interno del tempio di Zenpuku-ji. 
Dal 1878 al 1947 Azabu fu uno dei quartieri originali della città di Tokyo ma, con la riforma che vide la fusione della giurisdizione della città di Tokyo a quella della sua prefettura in un unico ente metropolitano, Azabu venne unito ai quartieri di Akasaka e Shiba andando a formare il quartiere speciale di Minato. 
Durante il periodo Meiji e il periodo Taishō, in particolare come conseguenza della ricostruzione di Tokyo dopo il terremoto del 1923, Azabu vide fiorire sul suo territorio numerosi teatri, grandi magazzini e quartieri a luci rosse, diventando uno dei quartieri dei divertimenti più famosi del Giappone. Questo almeno fino ai bombardamenti del 1945, quando gran parte di Azabu fu distrutta e la parte commerciale lasciò il posto nel dopoguerra all'odierna Azabu, un'area prevalentemente residenziale.

## Monumenti e luoghi d'interesse

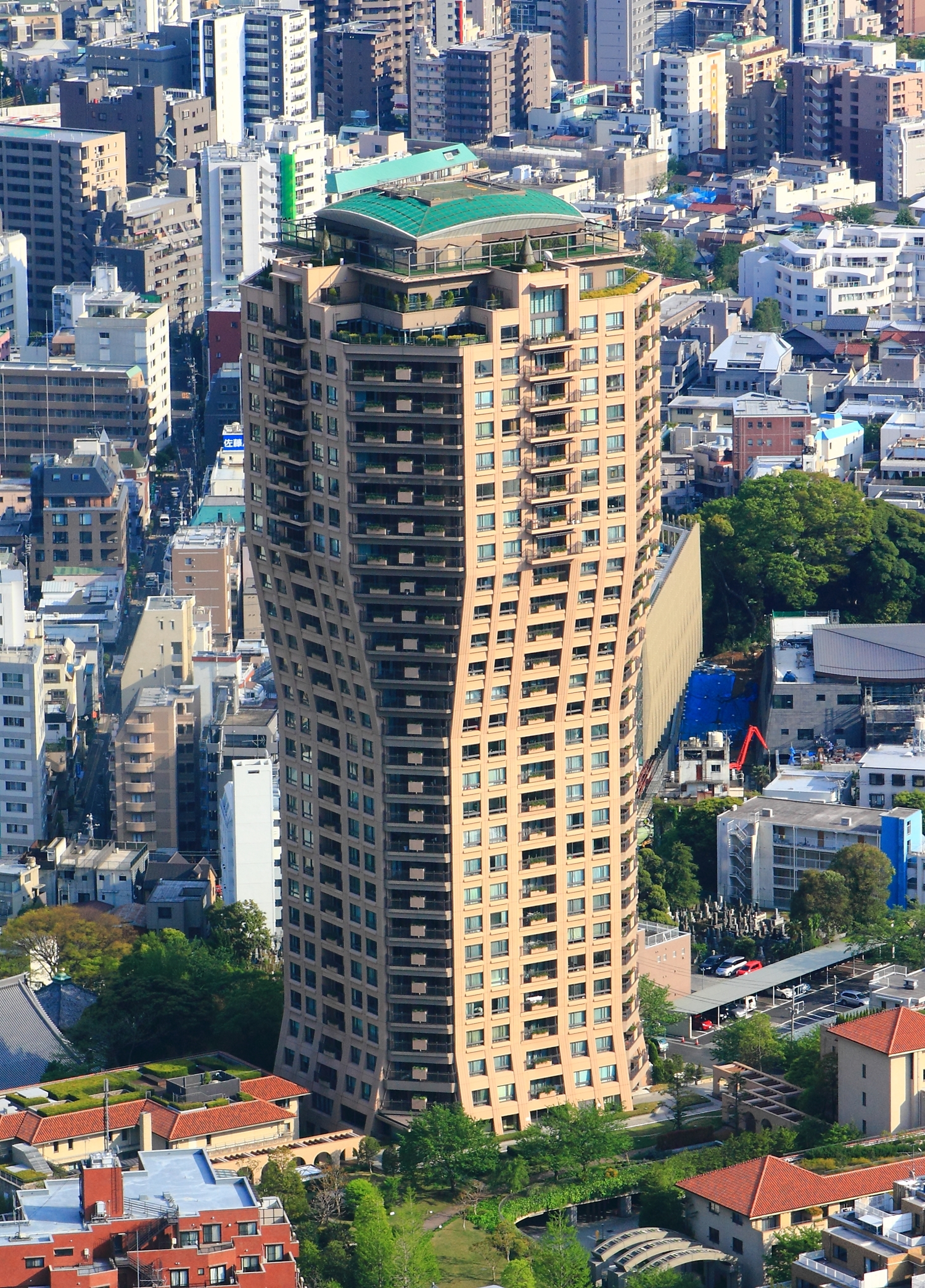
Moto-Azabu Hills Forest Tower

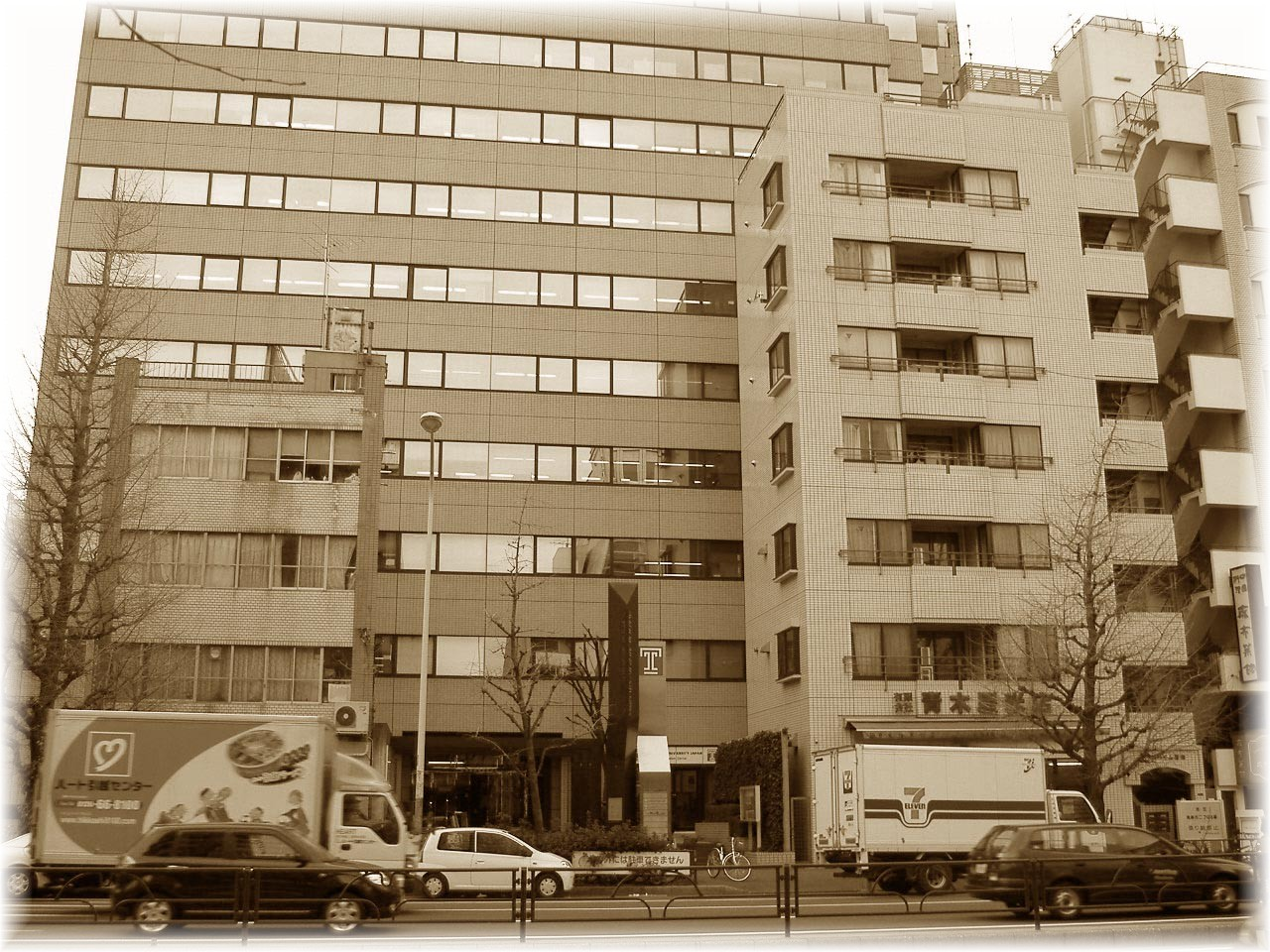
Sede giapponese della Temple University

Azabu è noto come uno dei più prestigiosi ed eleganti quartieri residenziali di Tokyo. È sede di numerose ambasciate straniere, e numerosi sono i cittadini stranieri che vi risiedono e che svolgono professioni relative al campo degli affari e alle relazioni diplomatiche. Azabu ospita inoltre diversi café e ristoranti in stile occidentale, e alcuni dei più costosi immobili di Tokyo. 
L'area di Azabu comprende un totale di nove quartieri ufficiali: Azabu-Jūban, Azabudai, Azabu-Nagasakachō, Azabu-Mamianachō, Nishi-Azabu, Higashi-Azabu, Minami-Azabu, Moto-Azabu e Roppongi. La Torre di Tokyo, nei pressi del parco di Shiba, è usata come punto di riferimento per definire il limite orientale del territorio di Azabu. 
Azabu-Jūban è considerato uno dei luoghi di maggior prestigio, grazie alle sue vie dello shopping. In estate lo stesso quartiere ospita l'Azabu-Jūban Matsuri, uno dei più importanti festival estivi di Tokyo. Azabudai è sede dell'archivio del Ministero degli affari esteri, delle ambasciate della Russia e delle Figi e dello Shakaden, che serve come luogo di incontro e centro sociale per i membri della setta Reiyūkai. Azabu-Nagasakachō e Azabu-Mamianachō ospitano invece la sede staccata del Artizon Museum di Chūō, mentre Higashi-Azabu è sede dell'ambasciata cubana.
A ovest di Azabu-Jūban si trova Moto-Azabu, il cui punto focale è rappresentato dalla Hills Forest Tower. A nord si ergono le Roppongi Hills, simbolo del quartiere dei divertimenti Roppongi e uno dei segni distintivi di Tokyo. A poca distanza da Roppongi si trova Nishi-Azabu, sede di numerose ambasciate quali Laos, Romania, Grecia, Ucraina e Svizzera. A sud-ovest di Azabu-Jūban si trova Minami-Azabu, con il suo parco memoriale di Arisugawa-no-miya e la libreria metropolitana di Tokyo; il quartiere è inoltre sede delle ambasciate di Germania, Francia, Pakistan, Finlandia, Corea del Sud e Iran.

## Istruzione
Oltre alla già citata libreria metropolitana di Tokyo a Minami-Azabu, l'area è sede della scuola superiore di Azabu, delle scuole internazionali di Nishimachi e Ohana, e della sede staccata della Temple University.

## Servizi

### Stazioni
- Stazione di Akabanebashi (Toei Linea Ōedo)
- Stazione di Azabu-Jūban (Linea Namboku, Toei Linea Ōedo)
- Stazione di Hiroo (Linea Hibiya)